# محوطه دمبی بریس ۵
محوطه دمبی بریس ۵ مربوط به دوره اشکانیان است و در شهرستان سرباز، بخش مرکزی، دهستان پارود، ۳۸ کیلومتری راسک، ۵ کیلومتری جنوب شرق روستای بریس، کنار جاده مورتان واقع شده و این اثر در تاریخ ۲۷ اسفند ۱۳۸۷ با شمارهٔ ثبت ۲۶۵۳۹ به‌عنوان یکی از آثار ملی ایران به ثبت رسیده است.